# Bull Dempsey
James Smith est un catcheur américain né le 16 janvier 1988 à  Brooklyn, New York. 
Il est connu pour avoir travaillé à la World Wrestling Entertainment (WWE) dans la division NXT, le club-école de la WWE, sous le nom de Bull Dempsey de 2013 à 2016.

## Carrière

### Circuit Indépendant (2008-2013)
Smith commence sa carrière à la World Xtreme Wrestling, une fédération de Pennsylvanie, sous le nom de Donnie Johnson où il perd son premier match face à AC Sledge le 9 août 2008. Il prend ensuite le nom de Baby Hughie et lutte à la National Wrestling Alliance On Fire dans le New Jersey. 
En juin 2010, il change de nom de ring pour celui de Smith James et perd contre Nikolai Volkoff à la National Wrestling Superstars le 21 mai 2011 puis contre Carlito le 2 décembre à la National Wrestling Alliance New Jersey,.
À la fin de 2012, il commence à travailler à la New York Wrestling Connection et avec Bill Carr il remporte le championnat par équipe de cette fédération le 23 février 2013 après leur victoire sur Alex Reynolds et John Silver. Le 9 mars, c'est à l'American Championship Entertainment dans le New Jersey qu'il remporte le championnat par équipe avec Vince Steele après leur victoire sur FNB et Jamal Jackson. Au début de mai, la World Wrestling Entertainment annonce la signature de Smith James et ce dernier perd ses deux titres le 11 mai pour celui de l'American Championship Entertainment et le 15 juin pour celui de la New York Wrestling Connection,,.

### World Wrestling Entertainment (2013-2016)
Au début du mois de mai 2013, Smith signe un contrat avec la World Wrestling Entertainment (WWE). En août, la WWE annonce qu'il va utiliser le nom de Bull Dempsey.
Il fait ses débuts à NXT, le club-école de la WWE, le 25 septembre en perdant contre Aiden English.
À l'été 2014, il fait équipe avec Mojo Rawley et ils battent Dash Wilder et Scott Dawson le 31 juillet. Ils participent au tournoi pour désigner les challengers pour le championnat par équipe de la NXT mais ils se font éliminer au premier tour par les Vaudevillains (Aiden English et Simon Gotch) le 14 août, après cette défaite Dempsey attaque son équipier. De cet incident découle une rivalité entre Dempsey et Rawley qui donne lieu à deux matchs tous deux remporté par Dempsey : le premier le 11 septembre à NXT Takeover: Fatal 4 Way et le second deux semaines plus tard,.
En janvier 2015, il participe au tournoi pour désigner le challenger pour le championnat de la NXT où il se fait éliminer dès le premier tour par Baron Corbin. Début septembre, la WWE annonce que Dempsey va faire équipe avec Tyler Breeze durant le tournoi Dusty Rhodes Tag Team Classic. Ils se font éliminer dès le premier tour le 9 septembre par Johnny Gargano et Tommaso Ciampa.

## Palmarès
- American Championship Entertainment
  - 1 fois ACE Tag Team Champion avec Vince Steele

- East Coast Professional Wrestling
  - 1 fois ECPW Showcase Heavyweight Champion

- New York Wrestling Connection
  - 1 fois NYWC Tag Team Champion avec Bill Carr

## Récompenses des magazines
- Pro Wrestling Illustrated

| Année | 2014 | 2015 | 2016 | 2017 |
| ----- | ---- | ---- | ---- | ---- |
| Rang  | 187  | 263  | 343  | 344  |